# Station Temmabashi
Station Temmabashi (天満橋駅,  Tenmabashi-eki) is een metro- en treinstation in de wijk Chūō-ku in de Japanse stad Osaka. Het wordt aangedaan door de Keihan-lijn, de Keihan Nakanoshima-lijn (trein) en de Tanimachi-lijn (metro). Beide vervoersmaatschappijen (Keihan) en de (Metro van Osaka) hebben eigen perrons, daar de lijnen haaks op elkaar staan.

## Lijnen

### Keihan
| 1 | ■ Keihan-lijn      | richting Hirakatashi, Chūshojima, Sanjō en Demachiyanagi (komend vanuit Nakanoshima) |
| 2 | ■ Nakanoshima-lijn | richting Watanabebashi en Nakanoshima                                                |
| 3 | ■ Keihan-lijn      | richting Hirakatashi, Chūshojima, Sanjo en Demachiyanagi (komend vanuit Yodoyabashi) |
| 4 | ■ Keihan-lijn      | richting Yodoyabashi                                                                 |

### Metro van Osaka

#### Tanimachi-lijn(stationsnummer T22)
| 1 | ■ Tanimachi-lijn | richting Tennōji en Yao-Minami                         |
| 2 | ■ Tanimachi-lijn | richting Higashi-Umeda, Station Miyakojima en Dainichi |

## Geschiedenis
Het eerste station werd in 1910 geopend aan de Keihan-lijn. In 1945 werd het station verwoest door een bombardement en na de oorlog begon men met de herbouw van het station. Begin jaren ’60 begon men met de bouw van een nieuw, ondergronds station en werd er een verbinding gemaakt naar het station Yodoyabashi. Eind jaren ’60 werd het stationsgebouw, Merchandise Mart Gebouw genaamd, voltooid. Rond deze tijd kwam er ook een station aan de Tanimachilijn. Naderhand zijn er nog enkele verbouwingen uitgevoerd.

## Overig openbaar vervoer
Bussen 28, 31, 46, 62, 105 en 110

## Stationsomgeving
- Merchandise Mart Gebouw
- Temma-brug
- 7-Eleven
- FamilyMart
- Osaka Castle Hotel
- Keihan City Mall
- Hoofdkantoor van Zojirushi
- Hotel Live Max Otemae
- Hotel Osaka Temmabashi
- Tandheelkundige Universiteit Osaka
- Rode kruis Osaka
- Hoofdkantoor van TV Osaka
- Prefecturaal kantoor Osaka
- Hoofdkantoor van Keihan
- Hoofdkantoor van Nippon Keizai Shimbun
- Hoofdkantoor van Capcom

Dainichi · Moriguchi · Taishibashi-Imaichi · Sembayashi-Omiya · Sekime-Takadono · Noe-Uchindai · Miyakojima · Tenjimbashisuji Rokuchōme · Nakazakicho · Higashi-Umeda · Minami-Morimachi · Temmabashi · Tanimachi Yonchōme · Tanimachi Rokuchōme · Tanimachi Kyūchōme · Shitennōji-mae Yūhigaoka · Tennōji · Abeno · Fuminosato · Tanabe · Komagawa-Nakano · Hirano · Kire-Uriwari · Deto · Nagahara · Yao-Minami